# Moss Hart
Pour les articles homonymes, voir Hart.
Moss Hart est un écrivain, dramaturge, scénariste et metteur en scène américain né le 24 octobre 1904 à New York (État de New York) et mort le 20 décembre 1961 à Palm Springs (Californie).

## Biographie
Le peintre Solomon Joseph Solomon est son oncle.

## Dramaturge
- 1930 : Once in a Lifetime avec George S. Kaufman
- 1934 : Merrily We Roll Along avec George S. Kaufman
- 1936 : You Can't Take It With You avec George S. Kaufman
- 1937 : I'd Rather Be Right avec George S. Kaufman
- 1939 : The Man Who Came to Dinner avec George S. Kaufman
- 1940 : George Washington Slept Here avec George S. Kaufman
- 1941 : Lady in the Dark, avec Kurt Weill et Ira Gershwin
- 1943 : Winged Victory
- 1948 : Light Up the Sky

## Filmographie partielle
Scénariste/dialoguiste
- 1932 : Une femme survint (Flesh)
- 1933 : The Masquerader
- 1936 : Frankie and Johnnie
- 1944 : La Victoire des ailes (Winged Victory) de George Cukor
- 1947 : Le Mur invisible (Gentleman's Agreement)
- 1952 : Hans Christian Andersen et la Danseuse (Hans Christian Andersen)
- 1954 : Une étoile est née (A Star Is Born)
- 1955 : Le Prince des acteurs (Prince of Players)